# (36456) 2000 QC8
2000 QC8 (asteroide 36456) é um asteroide da cintura principal. Possui uma excentricidade de 0.17699910 e uma inclinação de 1.40532º.
Este asteroide foi descoberto no dia 25 de agosto de 2000 por Korado Korlević e Mario Juric em Visnjan.